# ژنتیک سنتی
ژنتیک سنتی یا کلاسیک (به انگلیسی: Classical genetics)، شاخه‌ای از ژنتیک است که صرفاً بر اساس نتایج قابل مشاهده اعمال تولیدمثلی است. این قدیمی‌ترین رشته در زمینه ژنتیک است که به آزمایش‌های گرگور مندل بر روی وراثت مندلی برمی‌گردد که امکان شناسایی مکانیسم‌های اساسی وراثت را فراهم کرد. پیامد آن، این مکانیسم‌ها در سطح مولکولی مورد مطالعه و توضیح قرار گرفته‌اند.